# Lionello Levi Sandri
Lionello Levi Sandri (Milaan, 5 oktober 1910 - Rome, 14 april 1991) was een politicus van Italiaanse afkomst.

## Biografie
Sandri begon zijn carrière als ambtenaar bij het ministerie van Werkgelegenheid van Italië in 1932. Hij bekleedde op relatief jonge leeftijd hoge politieke functies op het ministerie. In 1940 werd Sandri lector in Industrieel Recht aan de Universiteit van Rome. In hetzelfde jaar vocht hij in Noord-Afrika ten tijde van de Tweede Wereldoorlog. Na de wapenstilstand van 8 september 1943 sloot Sandri zich aan bij het verzet tegen dictator Benito Mussolini. Hij werd de leider van de formatie Fiamme Verdi in de regio Brescia.
Na de oorlog werd Sandri een actief lid van de Partito Socialista Italiano. Van 1946 tot 1950 was hij lid van de gemeenteraad van Brescia. Vanaf 1948 was Sandri lid van het uitvoerend bestuur van de partij in de regio Lombardië. Later werd Sandri chef-staf op het Ministerie van Werkgelegenheid.
In december 1960 werd Sandri aangesteld als Europees commissaris voor Sociale Zaken. Hij nam deze functie over van Giuseppe Petrilli. Ook werd hij verantwoordelijk voor de portfolio Overzeese Gebieden. Sandri maakte zich hard voor de gelijkheid van werk en sociale rechten in de Gemeenschap. Sandri bleef Eurocommissaris van Sociale Zaken in de tweede Commissie van Walter Hallstein (1962-67) en in de Commissie van Jean Rey (1967-70). Vanaf 1964 was hij ook vicepresident van de commissie. In 1973 sprak Sandri zijn steun uit voor de oprichting van de Partij van de Europese Sociaaldemocraten.
 Raymond Barre ·  Victor Bodson ·  Guido Colonna di Paliano ·  Albert Coppé ·  Jean-François Deniau ·  Hans von der Gröben ·  Wilhelm Haferkamp ·  Fritz Hellwig ·  Lionello Levi Sandri ·  Sicco Mansholt ·  Edoardo Martino ·  Jean Rey ·  Henri Rochereau ·  Maan Sassen
 Giuseppe Caron* ·  Guido Colonna di Paliano ·  Hans von der Gröben ·  Walter Hallstein ·  Lionello Levi Sandri ·  Sicco Mansholt ·  Robert Marjolin ·  Jean Rey ·  Henri Rochereau ·  Lambert Schaus 
  * afgetreden 
 Giuseppe Caron ·  Hans von der Gröben ·  Walter Hallstein ·  Robert Lemaignen ·  Lionello Levi Sandri ·  Piero Malvestiti** ·  Sicco Mansholt ·  Robert Marjolin · 
  Giuseppe Petrilli** ·  Michel Rasquin* ·  Jean Rey ·  Lambert Schaus 
  * overleden, ** afgetreden 